# Echiochilon simonneaui
Echiochilon simonneaui là loài thực vật có hoa trong họ Mồ hôi. Loài này được Faurel & Dubuis mô tả khoa học đầu tiên năm 1959.